# Hatoyama Iichirō

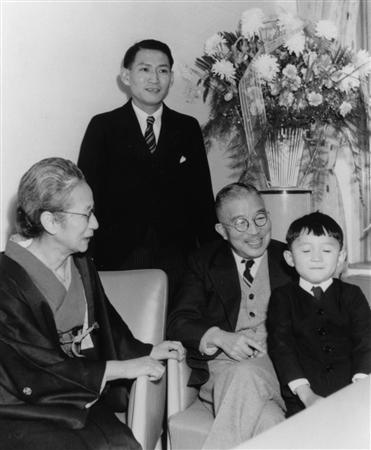
Familie Hatoyama, Iichirō stehend

Hatoyama Iichirō (japanisch 鳩山 威一郎; * 11. November 1918 in Tokio; † 19. Dezember 1993 in Tokio) war ein japanischer Beamter und Politiker. Von 1976 bis 1977 war er Außenminister seines Landes.

## Leben
Nach dem Besuch der Grundschule der Universität Tsukuba in Bunkyō und der Oberschule der Präfektur Tokio in Kōjimachi im heutigen Chiyoda studierte Hatoyama an der rechtswissenschaftlichen Fakultät der Kaiserlichen Universität Tokio und machte 1941 seinen Abschluss als Jahrgangsbester. 1941 wurde Hatoyama Beamter im Finanzministerium, für das er ab April 1941 als Zahlmeister seinen Militärdienst bei der Kaiserlich Japanischen Marine absolvierte. 1942 heiratete er. Bei der Marine war er unter anderem im Stab der 4. Flotte, beim Marineministerium und 1946 im „Zweiten Demobilisierungsministerium“ eingesetzt und wurde 1945 als kaigun shukei shōsa in den Rang eines Majors befördert.
Im März 1946 wurde Hatoyama aus dem Dienst entlassen und kehrte als Beamter in das Finanzministerium zurück. Dort stieg er 1965 als Leiter des Ministersekretariats (kambō) im Wirtschaftsplanungsamt, 1968 als Leiter der Haushaltsabteilung (shukei-kyoku) und schließlich 1971 als Staatssekretär (jimujikan) zu den höchsten beamtischen Positionen auf.
1974 verließ er das Ministerium und wurde als Kandidat der Liberaldemokratischen Partei (LDP) bei der Wahl am 7. Juli 1947 zum Sangiin, dem Oberhaus, für die erste von insgesamt drei sechsjährigen Amtsperioden ins Parlament gewählt. Im Dezember 1976 berief ihn Premierminister Fukuda Takeo als Außenminister in sein Kabinett. Als Minister unternahm er unter anderem Reisen zum G7-Gipfel in London 1977, durch Südasien (Juli 1977) und Südostasien (August 1977) und sprach vor der Generalversammlung der Vereinten Nationen. Im November 1977 wurde er bei einer Kabinettsumbildung durch Kabinettssekretär Sonoda Sunao ersetzt. 1986 leitete Hatoyama den Unterstützerverein im Wahlkampf von Arai Shōkei in Hokkaidō, der gleichzeitig mit Hatoyamas Sohn Yukio erstmals ins Parlament gewählt wurde.
Hatoyama galt als aufstrebender zoku-giin aus dem Finanzministerium, schaffte aber wegen seiner schlechten Gesundheit nicht den Durchbruch. 1992 zog er sich aus der Politik zurück. Im Alter von 75 Jahren starb er am 19. Dezember 1993 und wurde durch die Verleihung des Verdienstordens erster Klasse (勲一等, kun’ittō) in den 3. Hofrang (正三位, shōsanmi) erhoben.

## Familie
Hatoyama war der älteste Sohn von Hatoyama Ichirō, Politiker und von 1954 bis 1956 Premierminister von Japan. Sein angeheirateter Onkel Suzuki Kisaburō war Mitglied des Kizokuin und in den 1920er und -30er Jahren Justiz- und Innenminister. Sein Großvater Hatoyama Kazuo stammte aus einer Samuraifamilie im Katsuyama-han und war in der Meiji-Zeit Diplomat, Abgeordneter und von 1896 bis 1897 Präsident des Shūgiin. Sein Großvater mütterlicherseits war Terada Sakae, Angehöriger der nationalistischen Gruppe Gen’yōsha und später Mitglied des Herrenhauses.
Hatoyamas Ehefrau war die älteste Tochter des Unternehmers Ishibashi Shōjirō, dem Gründer des Reifenherstellers Bridgestone. Ihre gemeinsamen Söhne Kunio und Yukio wurden beide Abgeordnete des Shūgiin.
Über die Ishibashi-Familie war Hatoyama auch mit den Familien der Premierminister Ikeda Hayato und Miyazawa Kiichi verwandt, somit unter anderem auch mit dem General und Heeresminister Kodama Gentarō, den Abgeordneten Ikeda Yukihiko und Miyazawa Yōichi und dem US-Diplomaten und ehemaligen Botschafter in Malaysia Christopher J. LaFleur.

## Auszeichnungen
- 1983 wurde Hatoyama mit dem Großkreuz der Republik Peru ausgezeichnet.
- 1989 erhielt er den Orden des Heiligen Schatzes erster Klasse